# سيرج كلارسفيلد
سيرج كلارسفيلد، وُلد في 17 سبتمبر 1935 في بوخارست برومانيا، هو مؤرخ ومحامي فرنسي.
كان مدافعًا عن قضية نقل اليهود في فرنسا، وقاد جهودًا نشطة مع زوجته بيات للاعتراف بالهولوكوست ومسؤولية الأفراد والدول في تنفيذها، ولحقوق الناجين وذريتهم.
تمكن سيرج كلارسفيلد من الهروب من الجيش الألماني في نيس عام 1943، ولكن والده أرنو أُعتقل في درانسي في 5 أكتوبر 1943 تحت الرقم التسلسلي 5,989، ثم نقل من محطة بوبيني عبر القافلة رقم 61 في 28 أكتوبر 1943 إلى معسكر أوشفيتز بيركيناو.

## السيرة الذاتية

### التدريب والحياة الشخصية
سيرج كلارسفيلد هو ابن أرنو ورايسا كلارسفيلد، لديه أخت تدعى جورجيت وشقيقان من زواج والدهما الأول: جورج وميشيل. يبدي العلاقة بين سيرج كلارسفيلد وشقيقيه الواجبين من أمهما الأولى على الرغم من أن والدهما أرنو قد كان له أبناء من زيجات سابقة. على الرغم من ذلك، يحتفظ الأخوة بذكريات جيدة عن والدهم وقد قام جورج بتسمية ابنه بإسم آرنو، وأيضاً قام ميشيل بتسمية حفيده بإسم آرنو. سيرج كلارسفيلد يحتفظ بعلاقة جيدة معهما وفي كتابه ذكر أن في مونبيلييه له أيضًا عائلة.

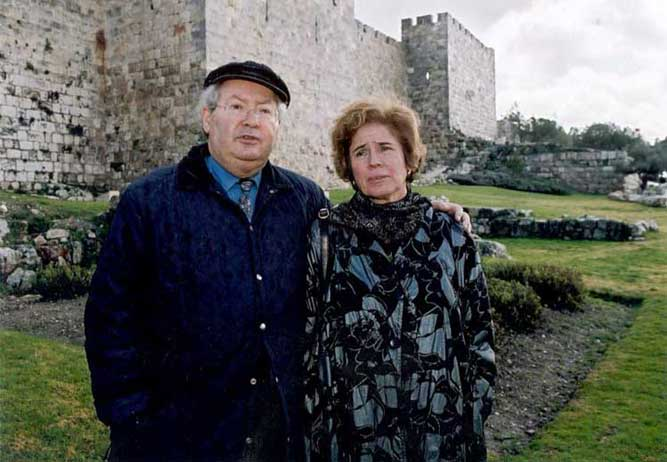
سيرج وبيات كلارسفلد في القدس (2007).

في عام 1943، أنتقلت أسرة كلارسفيلد إلى نيس خلال الاحتلال الإيطالي. وخلال تلك الفترة، قام والدهم أرنو ببناء خزانة مزدوجة القاعدة في شقتهم مع حائط رقيق مصنوع من الخشب المقشر وراء ملابس الناس، وكان يستخدمها سيرج كلارسفيلد وأمه وأخته للاختباء عندما كان الألمان يبحثون عنهم. يقول لهم والدهم أرنو كلارسفيلد أنه في الشقة يوجد فقط هو وزوجته وأن أولادهم قد غادروا نيس. أُرسل أرنو كلارسفيلد إلى أوشفيتز وتوفي هناك بعد التعذيب والضرب والأعمال الشاقة.
بعد التحرير، عادت أسرة كلارسفيلد للعيش في رومانيا ثم قرروا العودة إلى فرنسا.
بعد أن أتم دراسته في ثانوية كلود برنار، درس سيرج كلارسفيلد التاريخ وتخرج بشهادة دراسات عليا في التاريخ من السوربون عام 1958.
وحصل أيضاً على شهادة من معهد الدراسات السياسية في باريس عام 1960. وحصل على درجة دكتوراه في الأدب.
حصل على منحة زيليدجا وتزوج بيات كونتزيل في عام 1963. ولديهما ابنان معًا، أحدهما اسمه آرنو كلارسفيلد. بذل الزوجان كلارسفيلد جهد كبير للتذكير بالهولوكوست.

### كشف النازيين السابقين والمسؤولين عن المحرقة
الزوجان كلارسفيلد قاما بحملة ضد الإفلات من العقوبة للنازيين القدامى مثل كورت ليشكا، هيربيرت هاجن، وإرنست هاينريكسون. شاركا في حملة ضد كورت فالدهايم عام 1986، الذي كان ضابطًا في الجيش الألماني خلال الحرب العالمية الثانية وانتخب رئيسًا للنمسا. طالما تم تجاهلهما من قبل قادة المؤسسات اليهودية الأخرى والسياسيين الفرنسيين.
سيرج كلارسفيلد بحث لسنوات عديدة عن ألويس برونر. قام بإعداد قائمة بالأطفال الذين اعتقلوا في 21 يوليو 1944 وجمع صورهم وشهادات شهود العيان. في عام 1982، زار سيرج كلارسفيلد سوريا لكنه طُرد منها. تعرض سيرج وبيات كلارسفيلد للطرد أربع مرات في الثمانينات من القرن الماضي.
في 9 يوليو 1979، تعرضا لمحاولة اغتيال من قبل شبكة النيونازيين أوديسا، التي طالبت بوقف أعمالهما في البحث عن النازيين. في نفس العام، ذهب سيرج كلارسفيلد إلى طهران للاحتجاج على إعدام اليهود اللبنانيين.
في عام 1987، بعد إدانة كلاوس باربي في ليون، استطاع سيرج كلارسفيلد أن يقدم شكوى ضد ألويس برونر بشأن أطفال إزيو الذين اعتقلوا في 6 أبريل 1944 في ميزون إزيو. ومع ذلك، حتى بالمحادثات بين جاك شيراك وحافظ الأسد لم تؤدي إلى ترحيل ألويس برونر الذي عمل كمستشار للرئيس السوري حافظ الأسد آنذاك تحت الاسم المستعار «جورج فيشر»، وأُتهم بنقل الأساليب الإستخباراتيه للتعذيب وانتزاع الاعترافات للنظام السوري. وقد تمت ملاحقته دوليا في كل من الأرجنتين والأوروغواي وإسبانيا. وأخيرًا، في عام 1995، أكد الجنرال السابق في الجيش الألماني وصديق ألويس برونر، أوتو ريمير، أن قائد معسكر درانسي السابق (ألويس برونر) يعيش في سوريا.
سيرج كلارسفيلد وزوجته كانوا أيضًا من الأشخاص الذين بادروا بمتابعة التحقيقات ضد رينيه بوسكيه وجان ليغواي.

## الأوسمة
- وسام جوقة الشرف الأكبر في عام 2022 (ضابط كبير في عام 2014 ).
- وسام الصليب الأكبر من وسام الاستحقاق الوطني عام 2018 (ضابط عام 1989).
- وسام الصليب الأكبر من جمهورية ألمانيا الاتحادية عام 2015 .
- ضابط كبير في وسام جريمالدي في عام 2022 .

- جائزة بترارك 2015.